# Птеридиниум
Птеридиниум, или онегия (лат. Pteridinium simplex, от др.-греч. πτέρις — папоротник и δίνεον — кружащийся; simplex — простейший) — один из представителей эдиакарской фауны. Отпечатки птеридиниума находят в отложениях эдиакария по всему миру.

## Описание
Отпечатки птеридиниума распространены в отложениях позднего эдиакария в Южной Австралии, Намибии и Архангельской области. Кроме того, они были найдены в Северной Каролине, а также в Калифорнии и в Северо-Западных территориях Канады.

## Морфология
Птеридиниум имеет три доли, которые, как правило, расплющены так, что видны только две доли. Каждая доля состоит из ряда параллельных рёбер, расширяющихся назад от главной оси, где три доли сходятся. Даже на хорошо сохранившихся образцах нет никаких признаков рта, ануса, глаз, ног, усиков или любых других придатков или органов. Организм рос в основном за счёт отращивания новых сегментов (вероятно, с обоих концов), а также (в меньшей степени) — расширения существующих сегментов.
Обнаруженные образцы птеридиниума наводят на мысль, что он вёл оседлый образ жизни, лёжа на дне или, возможно, зарывшись в осадок на мелководье. Не известно ни одного следа, оставленного движущимся птеридиниумом.
Неясно, питался ли птеридиниум с помощью фотосинтеза или извлекал питательные вещества из морской воды посредством осмоса.